# Патагонская казарка
Патагонская казарка (Chloephaga hybrida) — вид птиц из семейства Anatidae. Выделяют два подвида.

## Распространение
Обитают в южной части Южной Америки, преимущественно в чилийской Патагонии, на Огненной Земле и Фолклендских островах.

## Описание

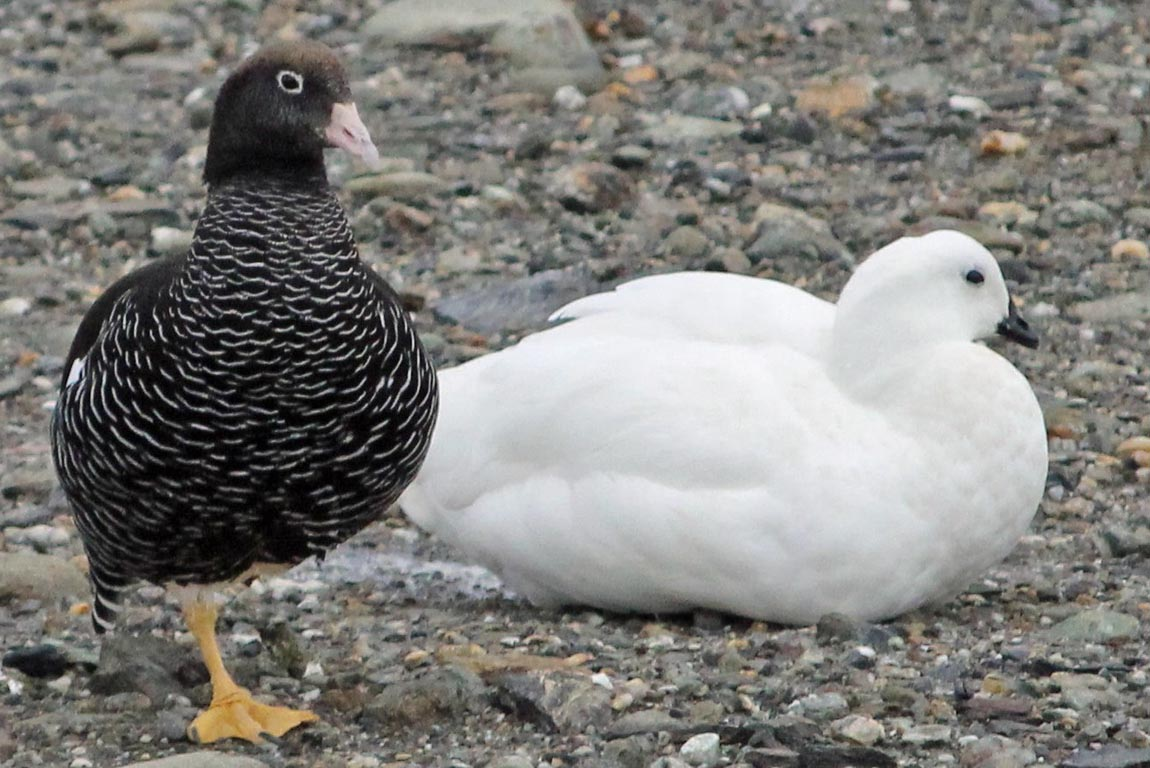
Самка слева, самец справа

Самцы белые с чёрным клювом и желтыми ногами. Самки тёмно-коричневые, с серыми линиями на грудке и желтыми ногами. Длина тела 55-65 см.

## Биология
Питаются только ламинарией, перемещаясь вдоль каменистых берегов в зависимости от наличия корма. В кладке от 2 до 7 яиц, которые птицы предпочитают прятать в высокой траве.